# Gino Fano
Gino Fano (Mântua, 5 de janeiro de 1871 — Verona, 8 de novembro de 1952) foi um matemático italiano
Fano trabalhou com geometria projetiva e geometria algébrica. O plano de Fano, a fibração de Fano, a superfície de Fano e a variedade de Fano são denominados em sua memória.
Pai de Ugo Fano e Robert Fano.

## Obras
- Gino da Fano: Lehrbuch der allgemeinen Arithmetik. 1, Die verschiedenen Theorien der Zahlengebiete, Zürich ; Leipzig : Speidel & Wurzel, 1925
- Gino da Fano: Aufgaben aus der darstellenden Geometrie : Für die Studierenden der technischen Hochschulen., 3. Auflage, Zürich : E. Wurzel, 1949
- Gino Fano: Lezioni di geometria descrittiva / tenute dal prof. Gino Fano, raccolte dagli studenti Roberto Ballarati e Franco Brindisi in Campo universitario italiano. Università di Losanna. Lezioni; 37, Losanna : Fonds européen de secours aux étudiants, 1944
- Gino Fano: Lezioni di geometria analitica in Campo universitario italiano. Università di Losanna. Lezioni ; 6 ,  Losanna, Fonds européen de secours aux étudiants. Ufficio dispense, 1944
- Fano Kontinuierliche geometrische Gruppen, Enzykl.Mathem.Wiss.1907
- Fano Gegensatz von synthetischer und analytischer Geometrie in historischer Entwicklung im 19.Jahrhundert, Enzykl.Mathem.Wiss. 1907